# Centre d'Arts Visuals Jonas Mekas
El Centre d'Arts Visuals Jonas Mekas (en lituà: Jono Meko Vizualiųjų Menų Centras) és un centre d'arts visuals situat al centre històric de la ciutat de Vílnius a Lituània.
Va obrir les portes el 10 de novembre de 2007, fundat pel conegut cineasta lituà Jonas Mekas. La primera exposició que es va realitzar parlava de les avantguardes: Les Avantguardes: Del Futurisme a Fluxus. S'ha adquirit una col·lecció de 2.600 peces del col·lectiu Fluxus pel fons del centre, amb un valor estimat d'uns 12 milions de litas (5,6 milions de USD).
Segons Mekas, aquest espai està concebut com un espai per tant per a artistes vius, consagrats, o com per a fer retrospectives.